# المنطقة الصناعية قنبد قابوس
المنطقة الصناعية قنبد قابوس (بالإنجليزية: Gonbad-e Qabus Industrial Estate)‏ هي منطقة سكنية تقع في غلستان في إيران. يقدر عدد سكانها بـ 29 نسمة .